# Hedgardo Marín
Hedgardo Marín Arroyo (* 21. Februar 1993 in Guadalajara, Jalisco) ist ein mexikanischer Fußballspieler auf der Position eines Verteidigers.

## Laufbahn
Marín stand bis 2020 bei seinem Heimatverein Chivas Guadalajara unter Vertrag, für den er in einem am 27. April 2014 ausgetragenen Heimspiel gegen den CF Monterrey (0:1) zu seinem ersten Einsatz in der höchsten mexikanischen Spielklasse kam.